# Any Which Way You Can
La gran baralla (títol original Any Which Way You Can) és una pel·lícula de comèdia d'acció nord-americana de 1980 dirigida per Buddy Van Horn i protagonitzada per Clint Eastwood, amb Sondra Locke, Geoffrey Lewis, William Smith i Ruth Gordon en papers secundaris. La pel·lícula és la seqüela de la comèdia d'èxit de 1978 Every Which Way but Loose. El protagonista Philo Beddoe (Eastwood) surt a contracor de la seva retirada de la boxa il·legal sense ganes per enfrontar-se a un campió contractat per la màfia, que no s'aturarà davant res per assegurar-se que la baralla tingui lloc, mentre que la banda de motoristes nazis que Philo va humiliar a la pel·lícula anterior també torna per venjar-se. Aquesta pel·lícula ha estat doblada al català.

## Argument
Philo Beddoe i el seu inseparable amic el orangutan Clyde segueixen dedicant-se a les baralles clandestines. A Philo li ofereixen una baralla amb Jack Wilson, el campió de la costa est, al que patrocina la Màfia. Quan Philo per atzar li salva la vida a Wilson, la Màfia segresta la seva xicota per obligar-lo a participar en el combat.

## Repartiment
- Clint Eastwood com Philo Beddoe
- Sondra Locke com Lynn Halsey-Taylor
- Geoffrey Lewis com Orville Boggs
- Ruth Gordon com Zenobia 'Ma' Boggs
- William Smith com Jack Wilson
- Barry Corbin com "Fat" Zack Tupper
- Harry Guardino com James Beekman
- Michael Cavanaugh com Patrick Scarfe
- Roy Jenson com Moody, Viuda Negra
- Bill McKinney com Dallas, Viuda Negra
- William O'Connell com Elm, Vídua Negra
- John Quade com Cholla, líder dels Vídues Negres
- A l'Ruscio com Tony Paoli Sr., també conegut Big Tony
- Dan Vadis com Frank
- Jack Murdock com Little Melvin
- George Murdock com sergent Cooley
- Dick Durock com Joe Casey
- Camila Ashland com Hattie
- Anne Ramsey com Loretta Quinze
- Logan Ramsey com Luther Quinze
- Jim Stafford com Long John